# Пилица (Силезко войводство)
Вижте пояснителната страница за други значения на Пилица.
Пилѝца (на полски: Pilica) е град в Южна Полша, Силезко войводство, Заверченски окръг. Административен център е на градско-селската Пилишка община. Заема площ от 8,22 км2.

## Население
Според данни от полската Централна статистическа служба, към 1 януари 2014 г. населението на града възлиза на 1 948 души. Гъстотата е 237 души/км2.

## Личности

### Родени в града
- Ян Отрембски, езиковед

## Галерия

### Пилицкият замък от 1605 г., преустроен през 1851 г.
- Пилицкият замък
- Пилицкият дворец (централната жилищна сграда) в замъка
- дворецът
- Фронтон на двореца
- Дворецът
- Дворцовата оранжерия
- Тухлен бастион и метални подпори на замъка
- Стени на бастион, XVII век.
- Стени на бастион, XVII век.
- Стени на бастион, XVII век.
- Фрагмент от подпорна стена и порта

### Други забележителности
- Църквата „Свети Йоан Кръстител“ в Пилица
- Църквата „Свети Йоан Кръстител“ в Пилица
- Църквата „Свети Йоан Кръстител“ в Пилица
- Светилище на Дева Мария Снежна (на руски език) – покровителка на семействата
- Светилище на Дева Мария Снежна (на руски език) – покровителка на семействата
- Пазарният площад (централен площад) на селото – вдясно е кметството
- Пазарният площад (централен площад) на селото
- Кметството